# Antic hospital de la Misericòrdia

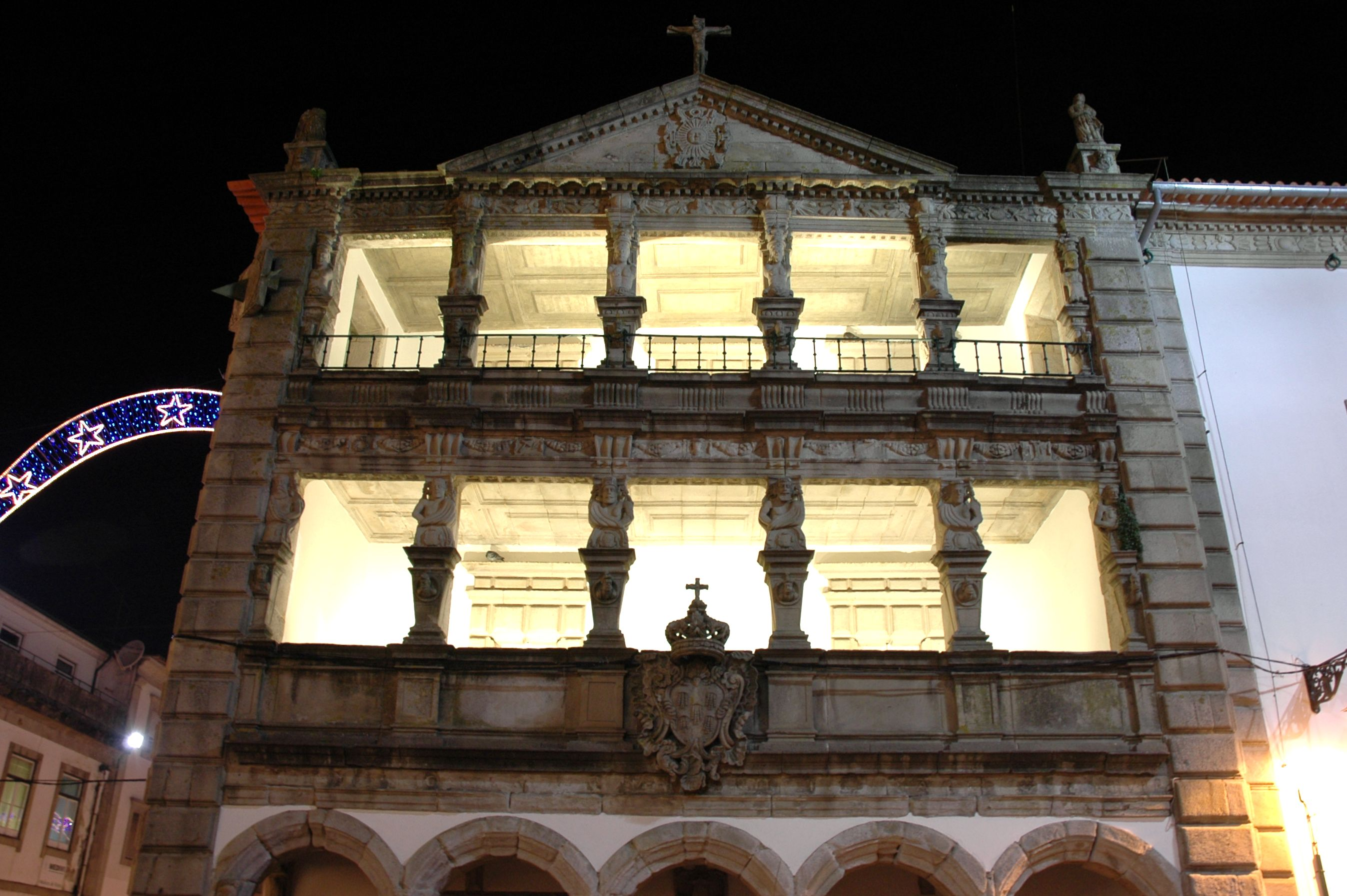
Façana renaixentista de l'antic hospital de la Misericòrdia

L'antic hospital de la Misericòrdia està situat a la plaça de la República de Viana do Castelo, a Portugal.
Construït el 1598, és un edifici renaixentista amb una façana blanca de tres plantes on destaquen les galeries d'arcs sostinguts per columnes esculpides amb cariàtides. Dalt de la seva façana hi ha un frontó triangular amb una creu en el centre. Juntament amb l'església, el conjunt està classificat des de l'any 1910 com a Monument Nacional. Annexa a l'hospital hi ha una església aixecada en el segle xviii. És un temple de planta transversal composta per una sola nau i capella major. La seva arquitectura combina els estils manierista i barroc.